# Constantia cipoensis
Constantia cipoensis es una especie de orquídea epífita originaria de  Sudamérica.

## Descripción
Es una orquídea  de tamaño pequeño, que florece desde el invierno a la primavera en la naturaleza, en una inflorescencia apical sésil que lleva una sola flor. Se dice que es muy difícil de cultivar, por lo que se debe tener montada en helechos o corcho en condiciones amplias, frescas y húmedas, moteada de sombra que permite que se seque un poco entre riegos.

## Distribución y hábitat
Es una especie epífita brasileña endémica de la Serra do Cipo en Minas Gerais, donde se encuentra entre los arbustos del género Vellozia a altitudes de 1.400 metros.

## Taxonomía
Constantia cipoensis fue descrita por Porto & Brade y publicado en Arquivos do Instituto de Biologia Vegetal 2: 208. 1935. 
Etimología
Constantia:  nombre genérico  que fue nombrado en honor de la esposa del botánico brasileño Barbosa Rodriguez, llamada Constanza
cipoensis: epíteto geográfico que alude a su localización en la Serra do Cipó.